# Ampedus macedonicus
Ampedus macedonicus е вид бръмбар от семейство Полски ковачи (Elateridae).

## Разпространение
Видът е разпространен в Гърция.